# Unione Sportiva Akragas 1966-1967
Questa pagina raccoglie le informazioni riguardanti l'Unione Sportiva Akragas nelle competizioni ufficiali della stagione 1966-1967.

## Rosa
| N. |                   | Ruolo | Calciatore         |
| -- | ----------------- | ----- | ------------------ |
|    | Italia (bandiera) | A     | Franco Alessi      |
|    | Italia (bandiera) | C     | Pasquale Ancona    |
|    | Italia (bandiera) | D     | Silvano Bernard    |
|    | Italia (bandiera) | A     | Vasco Bertolotti   |
|    | Italia (bandiera) | D     | Riccardo Carleschi |
|    | Italia (bandiera) | C     | Gianni Corti       |
|    | Italia (bandiera) | D     | Giovanni Fagan     |
|    | Italia (bandiera) | A     | Giuseppe Franzò    |
|    | Italia (bandiera) | C     | Marcello Mazzolini |

| N. |                   | Ruolo | Calciatore          |
| -- | ----------------- | ----- | ------------------- |
|    | Italia (bandiera) | A     | Nazzareno Palazzoli |
|    | Italia (bandiera) |       | Ratto               |
|    | Italia (bandiera) | P     | Francesco Rettore   |
|    | Italia (bandiera) | C     | Eder Rigonat        |
|    | Italia (bandiera) | C     | Giuseppe Savini     |
|    | Italia (bandiera) | C     | Gabriele Scappi     |
|    | Italia (bandiera) | C     | Aldo Smeriglio      |
|    | Italia (bandiera) | C     | Roberto Spreafico   |
|    | Italia (bandiera) | P     | Natale Taglioni     |